# Pořadové číslo panovníka
Pořadové číslo panovníka je číslovka používaná k rozlišení osob stejného jména, které zastávaly týž úřad. Značí se římskou číslicí zpravidla umístěnou za osobním jménem (v případě dvou osobních jmen někdy mezi ně). Nejvýraznějším příkladem je rozlišení pořadí u panovníků a papežů. Panovnické pořadí je číslovka uváděná za jménem panovníka z důvodu rozlišení mezi více úřadujícími králi, královnami (resp. knížaty, vévody, princi ad.) panujícími na témže území v jiné době, avšak pod stejným panovnickým jménem.

## Užití
Obvykle pořadí začíná s vytvořením daného území či státu, nebo od počátku konkrétní následnické panovnické linie. Například bulharský král (car) Boris III. a jeho syn Simeon II. dostali své panovnické jméno po započtení středověkých panovnícíků První a Druhé bulharské říše, ačkoli současné Bulharsko existující teprve do roku 1878 je se staršími bulharskými státy příbuzné jen vzdáleně. Na druhou stranu číslování anglických králů začíná normanskou invazí. To je důvod, proč je syn Jindřich III. řazen jako Eduard I., přestože před dobytím Anglie vládli již tři Eduardové.
Obvykle jsou započítáváni pouze panující členové, či hlavy rodu, a číslovat je posloupně až do konce dynastie. Výraznou výjimkou je německá dynastie Reussů. Tento rod je zvláštní tím, že každý mužský člen rodu v posledních stoletích dostal jméno Jindřich (Heinrich), a každý z nich, tedy nikoli jen hlava rodu, byl číslován. Zatímco členové starší linie rodu byli číslováni dle pořadí narození až do vyhasnutí linie v roce 1927, členové mladší line byli (a stále jsou) číslováni v řadách, které začínají a končí přibližně se začátkem a koncem staletí. To vysvětluje proč současná hlava rodu Reussů je Heinrich IV., jeho syn Heinrich XIV. a jeho syn zase Heinrich XXIX.
V některých případech se započítávají dokonce legendární, či fiktivní panovníci. Například švédští králové Erik XIV. (panoval v letech 1560–68) a Karel IX. (1604–11) do svého pořadí zahrnovali také bájné krále z dějin Johannese Magna z roku 1544, v nichž vymyslel šest králů každého jména před těmi, kteří byli skutečně potvrzeni pozdějšími historiky.

## Příklady pořadí panovníků
Jiná praxe je u panovníků, kteří mají dvě nebo více osobních jmen. U švédských panovníků řadová číslovka určuje pouze první jméno, např., Gustav VI. Adolf, známý jako "Gustav Adolf", byl šestým Gustavem (Gustafem), ale jako Gustav Adolf byl již třetí. Naproti tomu v Pruském království panovali postupně Bedřich I., Bedřich Vilém I., Bedřich II. a Bedřich Vilém II., a poté Vilém I. Podobně papež Jan Pavel I., jenž si své dvojí jméno zvolil jako poctu svých předchůdců papežů Jana XXIII. a Pavla VI., a jeho nástupcem byl Jan Pavel II.
Podobná situace je například u českých králů: Přemysl Otakar I., Václav I., Přemysl Otakar II., Václav II. a Václav III.
Panovníci se stejným jménem se rozlišují podle svých pořadových čísel:
- Italští králové Hubert I. a Hubert II.
- Ruské carevny Kateřina I. a Kateřina II.
- Monacká knížata Rainier II. a Rainier III.
- papežové Benedikt XV. a Benedikt XVI.

Panovnické pořadové číslo se může vztahovat take na panovníka říše a zároveň panovníka některého z nástupnických států říše:
- královny Alžběta I. jako královna Anglie a Alžběta II., královna Spojeného království.
- králové Alfons XI. Kastilský a Alfons XII. Španělský.
- králové Viktor Emanuel I. a Viktor Emanuel II.